# Kanada na Zimních olympijských hrách 2002
Kanada se účastnila Zimní olympiády 2002. Zastupovalo ji 150 sportovců (85 mužů a 65 žen) v 13 sportech.

## Medailisté
| Medaile | Jméno | Sport                | Soutěž                    |
| ------- | --- | -------------------- | ------------------------- |
| Zlato   | Beckie Scottová | Běh na lyžích        | Ženy 2×5 km stíhací závod |
| Zlato   | Jamie Saléová David Pelletier | Krasobruslení        | Sportovní dvojice         |
| Zlato   | Ed Belfour Rob Blake Eric Brewer Martin Brodeur Theoren Fleury Adam Foote Simon Gagné Jarome Iginla Curtis Joseph Ed Jovanovski Paul Kariya Mario Lemieux Eric Lindros Al MacInnis Scott Niedermayer Joe Nieuwendyk Owen Nolan Michael Peca Chris Pronger Joe Sakic Brendan Shanahan Ryan Smyth Steve Yzerman                          | Lední hokej          | Turnaj mužů               |
| Zlato   | Dana Antal Kelly Béchard Jennifer Botterill Thérèse Brisson Cassie Campbell Isabelle Chartrand Lori Dupuis Danielle Goyette Geraldine Heaneyová Jayna Heffordová Becky Kellar Caroline Ouelletteová Cherie Piper Cheryl Pounder Tammy Lee Shewchuk Sami Jo Small Colleen Sostorics Kim St-Pierre Vicky Sunohara Hayley Wickenheiserová | Lední hokej          | Turnaj žen                |
| Zlato   | Marc Gagnon | Short track          | Muži 500 m                |
| Zlato   | Éric Bédard Marc Gagnon Jonathan Guilmette François-Louis Tremblay Mathieu Turcotte | Short track          | Muži štafeta 5 000 m      |
| Zlato   | Catriona LeMayová-Doanová | Rychlobruslení       | Ženy 500 m                |
| Stříbro | Don Bartlett Kevin Martin Carter Rycroft Ken Tralnberg Don Walchuk | Curling              | Muži                      |
| Stříbro | Veronica Brenner | Akrobatické lyžování | Ženy akrobatické skoky    |
| Stříbro | Jonathan Guilmette | Short track          | Muži 500 m                |
| Bronz   | Diane Dezura Kelley Law Cheryl Noble Julie Skinner Georgina Wheatcroft | Curling              | Ženy                      |
| Bronz   | Deidra Dionne | Akrobatické lyžování | Ženy akrobatické skoky    |
| Bronz   | Mathieu Turcotte | Short track          | Muži 1 000 m              |
| Bronz   | Marc Gagnon | Short track          | Muži 1 500 m              |
| Bronz   | Isabelle Charest Marie-Eve Drolet Amélie Goulet-Nadon Alanna Kraus Tania Vicent | Short track          | Ženy štafeta 3 000 m      |
| Bronz   | Cindy Klassenová | Rychlobruslení       | Ženy 3 000 m              |
| Bronz   | Clara Hughesová | Rychlobruslení       | Ženy 5 000 m              |